# Songrim
Songrim (Hán Việt: Tùng Lâm) là một thành phố thuộc tỉnh Hwanghae Bắc của Cộng hòa Dân chủ Nhân dân Triều Tiên. Thành phố nằm bên dòng sông Đại Đồng. Thành phố có diện tích 64,59 km², dân số năm 2008 là 128.831 người, trong đó dân số đô thị là 95.878 người và dân số nông thôn là 32.953 người.
Tên gốc của thành phố là Solme. Ngành sản xuất gang bắt đầu phát triển trong thời kì Triều Tiên thuộc Nhật. Trước khi Triều Tiên giành lại độc lập thì Songrim được biết đến với tên Kyŏmip'o (tiếng Triều Tiên: 겸이포; Hancha: 兼二浦, Kiêm Nhị Phố).
Songrim gồm có
- 19 phường (dong, động): Sinheungdong, Songsandong, Olyudong, Wolbongdong, Ungogdong, Dongsongdong, Cheolsandong, Sapo-1-dong, Sapo-2-dong, Seogtabdong, Jeondong, Samgadong, Saema-euldong, Negildong, Kkochpindong, Saesallim-1-dong, Saesallim-2-dong, Saesallim-3-dong, Saesallim-4-dong.
- 6 xã (ri, lý): Dangsanli, Seogtanli, Sinseongli, Masanli, Seosongli, Sinlyangli.